# Ramosomyia viridifrons
El colibrí frente verde, amazilia de pecho verde o amazilia frentiverde (Ramosomyia viridifrons) es una especie de ave apodiforme de la familia Trochilidae —los colibríes—, perteneciente al género Ramosomyia, anteriormente colocada en el género Amazilia y después en Leucolia donde la mantienen algunas clasificaciones. Algunos autores sostienen que se divide en dos especies. Es nativa del suroeste de México y extremo oeste de América Central. 

## Distribución y hábitat
Se distribuye por el sur de México, desde Guerrero a través de Oaxaca hasta el este de Chiapas y el oeste de Guatemala. Esta especie es principalmente residente, pero algunos individuos pueden dispersarse estacionalmente (por ejemplo, del interior a la vertiente del Pacífico en Guerrero.
Esta especie es numerosa en su restringida área de distribución, en hábitats tales como bosques caducifolios, matorrales áridos y semiáridos, bosques espinosos y en el bosque ripario.

## Descripción
En promedio mide 10 cm de longitud. La corona y la frente son negruzcas mate con verde oscuro; el dorso es de color bronce; la garganta, el pecho y el vientre son blancos; la cola castaña, rufa o rojiza brillante y el pico rojo con punta negra.

## Reproducción
Construye un nido en forma de cuenco, generalmente en una ramita horizontal. La hembra pone dos huevos blancos.

## Sistemática

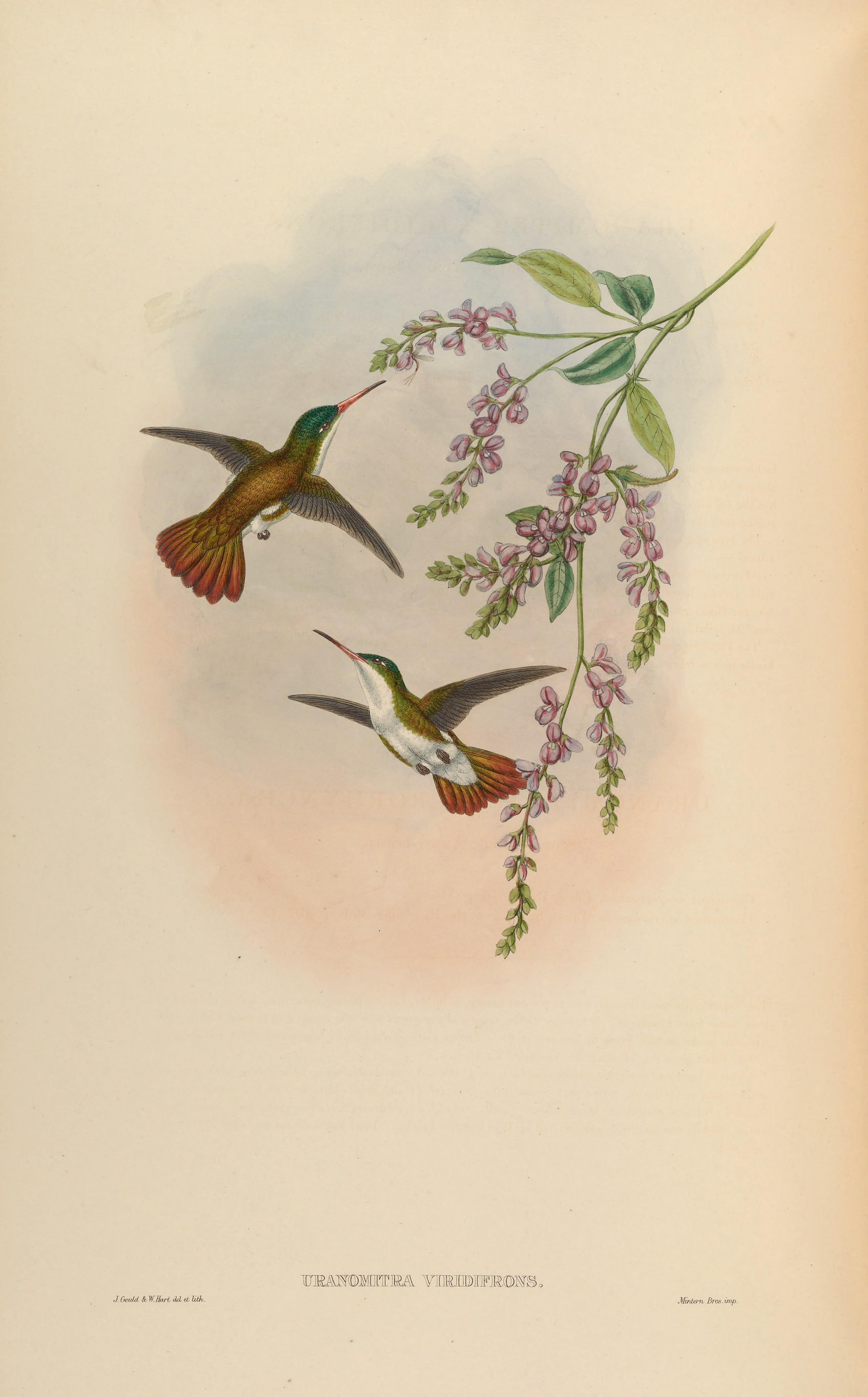
Uranomitra viridifrons, ilustración de Gould y Hart en A monograph of the Trochilidae, or family of humming-birds Supplement, 1880.

### Descripción original
La especie R. viridifrons fue descrita por primera vez por el ornitólogo estadounidense Daniel Giraud Elliot en 1871 bajo el nombre científico Cyanomyia viridifrons; su localidad tipo es: «Putla, Oaxaca, México».

### Etimología
El nombre genérico Ramosomyia conmemora al ornitólogo y conservacionista mexicano Mario Alberto Ramos Olmos (1949-2006), combinado con la palabra del griego «μυια muia, μυιας muias» que significa ‘mosca’; en ornitología myia y myias significan ‘muy pequeño’, ‘aves del tamaño de una mosca’. El nombre de la especie «viridifrons» se compone de las palabras del latín «viridis» que significa ‘verde’ y «frons» que significa ‘frente’.

### Taxonomía
La presente especie y su hermana Ramosomyia violiceps  tienen una historia taxonómica confusa, ya fueron tratadas en el género Agyrtria y hasta recientemente eran colocadas en el género Amazilia. Los estudios filogenéticos de McGuire et al. (2014) encontraron que  Amazilia era polifilético. En la clasificación propuesta para resolver la polifilia del género, Stiles et al. (2017) propusieron la resurrección del género Leucolia, lo que fue reconocido por el Comité de Clasificación de Norte y Mesoamérica (N&MACC) en la Propuesta No 2020-A-03.
Sin embargo, un estudio publicado en 2021 mostró que Leucolia no podría estar disponible ya que la especie tipo subsecuentemente designada era Trochilus fallax, actualmente Leucippus fallax; como no había otro género disponible, los autores propusieron un nuevo género Ramosomyia. El cambio fue reconocido por el N&MACC en la Propuesta 2022-B-2 y seguido por las principales clasificaciones, excepto por Birdlife International (BLI) y Aves del Mundo (HBW) que continúan a retener las especies en Leucolia.
El colibrí flanquicanelo Ramosomyia wagneri, que se distingue por presentar franjas canela brillantes en los flancos y a los lados del cuello, ya era tratado como una especie separada de la presente por las clasificaciones BLI y HBW, y más recientemente por el Congreso Ornitológico Internacional (IOC), pero la clasificación Clements Checklist/eBird continúa a tratarlo como la subespecie R. viridifrons wagneri.

### Subespecies
Según la clasificación Clements Checklist/eBird  se reconocen tres subespecies, con su correspondiente distribución geográfica:
- Ramosomyia viridifrons viridifrons (Elliot), 1871 – sur de México (del este de Guerrero al oeste de Oaxaca; del este de Oaxaca al centro de Chiapas)
- Ramosomyia viridifrons villadai (Peterson & Navarro-Sigüenza), 2000 – sur de México (este de Oaxaca y Chiapas) y centro-oeste de Guatemala (Huehuetenango).
- Ramosomyia viridifrons wagneri (Phillips), 1966 – sur de México (centro y sur de Oaxaca).